# Claude Seibel
Claude Seibel, né le 28 mars 1934, est un inspecteur général honoraire de l'INSEE.

## Biographie
Claude Siebel est un ancien élève de l’École polytechnique (promo 1954) et de l’ENSAE.
Il est successivement administrateur de l'INSEE de 1959 à 1961, adjoint au Directeur régional de l’INSEE de Rennes de 1961 à 1964 et crée en 1973 le Service des études informatiques et statistiques du Ministère de l’Éducation Nationale qui deviendra plus tard la Direction de l’évaluation, de la prospective et de la performance -DEPP).
En 1983, il devient responsable du département population-ménages de l’INSEE puis, en 1989, Directeur des statistiques démographiques et sociales de l’INSEE. De 1993 à 2000, il crée et dirige la Direction de l’animation de la recherche, des études et des statistiques (DARES) au Ministère du Travail.
De mars 2000 à 2006, il préside le groupe « Prospective des métiers et qualifications » auprès du Commissariat général du Plan.

## Publications
Il participe avec Pierre Bourdieu à une enquête statistique sur l'Algérie dans le cadre de son affectation et de ses missions de 1959 à 1961, ce qui donnera  en 1963 la publication de Travail et travailleurs en Algérie, étude de la découverte du travail salarié et de la formation du prolétariat urbain en Algérie, en collaboration également avec Alain Darbel et Jean-Paul Rivet.
En 1984, il préconise une politique de prévention de l'échec scolaire, considérant que ce dernier n'est pas une fatalité et souhaite promouvoir une pédagogie de la réussite,.
Il écrit récemment des articles, notamment sur l'emploi, dans le journal Les Échos.